# كونغو غومي

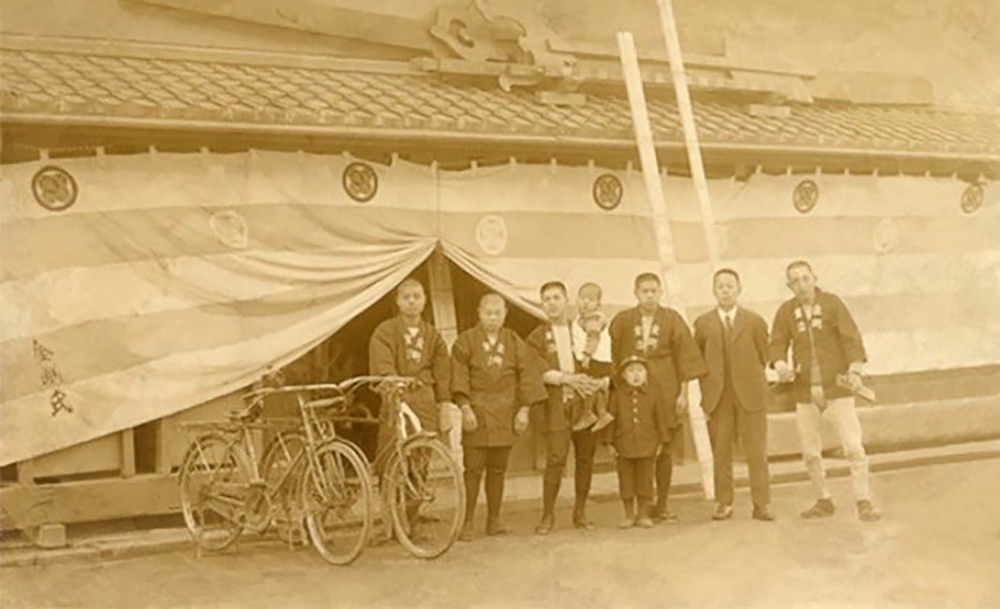
مجموعة من عمال شركة كونغو غومي في أوائل القرن 20.

شركة كونغو غومي المساهمة المحدودة (باليابانية: 株式会社金剛組، كابوشيكي غايشا كونغو غومي) كانت أقدم شركة في العالم حيث عملت باستمرار لما يزيد عن 1,400 سنة. يرجع تاريخ هذه الشركة، وهي شركة عائلية للإنشاءات يقع مقرها في مدينة أوساكا اليابانية، إلى عام 578 م حين قام الأمير شوتوكو بجلب أعضاء عائلة كونغو من مملكة بايكجي الكورية القديمة إلى اليابان لبناء معبد شيتينو-جي البوذي، والذي ما زال قائما إلى اليوم. وعلى مر القرون، شاركت كونغو غومي في إنشاء العديد من البنايات الشهيرة بما فيها قلعة أوساكا وهوريو-جي في مقاطعة نارا خلال القرن 16[بحاجة لمصدر].
وتعرض مخطوطة تعود للقرن 17 40 جيلا من عائلة كونغو الذين تعاقبوا على الشركة منذ بداياتها. وكما هو العرف مع العائلات اليابانية المرموقة، فقد انتسب أصهار العائلة لها وأخذوا اسمها. وبذا فإن سلالة الأجيال المتعاقبة استمرت عن طريق الأبناء الذكور أو الإناث. ويعد ماساكازو كونغو الرئيس رقم 40 وآخر من يدير الشركة من العائلة.
مرت الشركة بظروف صعبة أدت إلى إفلاسها في يناير 2006 م. وقد اشترت شركة تاكاماتسو أملاك كونغو غومي. كان يعمل في الشركة قبل إفلاسها أكثر من 100 عامل، بأرباح سنوية 7.5 مليار ين (حوالي 70 مليون دولار أمريكي)، كانت الشركة وما زالت متخصصة ببناء المعابد البوذية. وحتى ديسمبر 2006، ولا زالت كونغو غومي تعمل لكن كفرع مملوك كلية لشركة تاكاماتسو.

## وصلات خارجية
- (باليابانية) شركة كونغو غومي المساهمة المحدودة